# Bartłomiej Kasprzak
Bartłomiej Kasprzak (ur. 12 stycznia 1993 w Nowym Targu) – polski piłkarz grający na pozycji pomocnika w Sandecji Nowy Sącz.